# Leis do pensamento
Há quatro leis do pensamento clássicas reconhecidas na filosofia ocidental, principalmente a partir da filosofia do século XVII e da filosofia do século XVIII, e amplamente discutidas na filosofia do século XIX. Na formulação de Leibniz, tais leis ou princípios são:
- A lei da não-contradição,
- A lei do terceiro excluído,
- O princípio de razão suficiente e
- O princípio da identidade dos indiscerníveis.

## História
Os dois primeiros princípios são de Aristóteles e da lógica medieval. O outro par é leibniziano. As leis do pensamento foram particularmente influentes na filosofia alemã. Na França, a Lógica de Port-Royal, de Antoine Arnauld e Pierre Nicole, diminuíram sua mística. A lógica hegeliana se debateu contra o princípio da identidade dos indiscerníveis.
Uma investigação sobre as leis do pensamento (An investigation on the laws of thought), obra de 1854 de George Boole, dá um novo início à investigação das leis do pensamento. Tais leis são parte da lógica booleana. Os dois primeiros princípios são utilizados para se concluir que há dois, e apenas dois, valores de verdade. O segundo par é ignorado, no nível algébrico, ausente da lógica de segunda ordem.
Bertrand Russell identificou apenas três leis do pensamento no seu livro Os problemas da filosofia (The problems of philosophy), pois não aceitou o princípio de razão suficiente. O princípio do terceiro excluído foi questionado pela lógica intuicionista.

## Estatuto
Para os racionalistas, tais princípios são claros e incontestáveis (axiomas). Tais princípios são supostamente básicos, e sua enunciação tem o valor pedagógico de explicitar alguma coisa que todos já sabem, só os lógicos são capazes de apresentá-los de maneira clara. Não se supõe que tais princípios sejam algum tipo de desafio ao intelecto. Ao contrário, se supõe que o intelecto funciona normalmente a partir de tais princípios.
J. Welton, em Um manual de lógica, apresenta as leis do pensamento da seguinte maneira:
As Leis do Pensamento, Princípios Regulativos do Pensamento, ou Postulados do Conhecimento, são aquellas leis fundamentais, necessárias, formais e a priori de acordo com as quais todo pensamento válido deve ser conduzido. Elas são a priori, isto é, elas resultam diretamente dos processos da razão exercidos sobre fatos do mundo real. Elas são formais; pois, como leis necessárias de todo pensamento, elas não podem, ao mesmo tempo, apurar as propriedades definidas de qualquer classe particular de coisas, pois é opcional se pensamos dessa classe de coisas ou não. Elas são necessárias, pois ninguém concebe ou pode concebê-las ao contrário, ou realmente violá-las, pois ninguém aceita uma contradição a qual se apresenta a sua mente como tal. 